# Popluží
Popluží je nejstarší česká (západoslovanská) jednotka plochy, jež se užívala ve středověkém zemědělství. Její velikost odpovídala rozloze pozemku, který bylo možno obdělat jedním spřežením s pluhem; nebyla tedy za různých podmínek stejná. Vedle jednotky plošné míry zemědělského pole je popluží i výrazem užívaným pro popis souboru pozemků přiřknutých jednomu hospodáři, jak je popsáno níže.  

## Vývoj měření půdy ve středověku
Asi nejstarší zaznamené hospodářství, popisované v pramenech jako popluží, nacházíme v Čechách v letech 1198 nebo 1199. Bylo to popluží okolo kostela sv. Jana Evangelisty Na bojišti, dnes zastavěné Novým Městem pražským. Měřilo asi 60 ha, což by se hrubě rovnalo 3 lánům. Historik Sedláček uvádí, že existuje řada místních variant této jednotky. Popluží se rovnalo asi 1 až 3,5 lánu.
Od poloviny 13. století se rozmohlo měření plochy půdy na lány (český a německý). V dnešním Německu se pro tuto jednotku, kterou mohla obdělat jedna rodina vlastními silami užíval výraz Hufe či Hube, ve Švýcarsku Hubel. Ve Spojeném království a v USA byl obdobně užíván historický termín Hide.

## Odvozený výraz
Od slova popluží je odvozeno sousloví poplužní dvůr pro  panský (neboli vrchnostenský) dvůr, ke kterému náležela dominikální půda (půda spravovaná přímo šlechtici nebo leníky).